# Пільзнер
Пі́льзнер, рідше пиво пльзенського типу (від нім. Pilsner, букв. «пльзенське») — найпоширеніший на ринку вид пива низового бродіння (лагерів). Має характерний пивний аромат та м'який присмак хмелю. Назва походить від назви чеського міста Пльзень (чеськ. Plzeň, нім. Pilsen), з яким традиційно пов'язують розповсюдження цього виду пива.
Інші назви, що використовуються для маркетингових потреб: пільснер, Pilsner, Pilsener, а також Pils.

## Історія
До середини 1840 пиво на теренах Богемії виготовлялося шляхом верхового бродіння, у результаті якого напій виходив темним та каламутним, що дуже не подобалося місцевим мешканцям. Тому міська влада Пльзеня ухвалила рішення про будівництво власної броварні, яка б варила пиво за баварськими технологіями, оскільки на той час баварці були законодавцями у пивоварінні і саме експериментували з низовим бродінням, що дозволяло отримувати прозоріше пиво з покращеним смаком. Так 1839 року у місті з'явилася броварня, що зараз відома під назвою Plzeňský Prazdroj букв. Пльзеньський Праздрой.
Для керівництва броварнею був запрошений баварський бровар Йозеф Ґролл, який вже у жовтні 1842 року представив першу партію пива, звареного ним із застосуванням нових технологій броварства та світлішого солоду. Комбінація світлішого солоду, відбірного хмелю з регіону навколо Жатеця, характерної для Пльзеня надзвичайно м'якої води, а також запозичена з Баварії технологія низового бродіння дозволили отримати прозоре, золотаве за кольором пиво, яке відразу стало справжньою сенсацією.
Новий вид пива швидко завоював прихильників по всій Європі, ключовими для його виробництва були м'яка вода та спеціальний хміль. 1859 року торговельно-промислова палата Пльзеня зареєструвала торговельну марку Pilsner Bier, а 1898 року пльзенська броварня започаткувала випуск пива під торговельною маркою Pilsner Urquell, що буквально перекладається з німецької як Першоджерело Пльзеня та підкреслює, що саме її продукція є оригінальним пивом пльзенського типу.

## Сучасні пільзнери

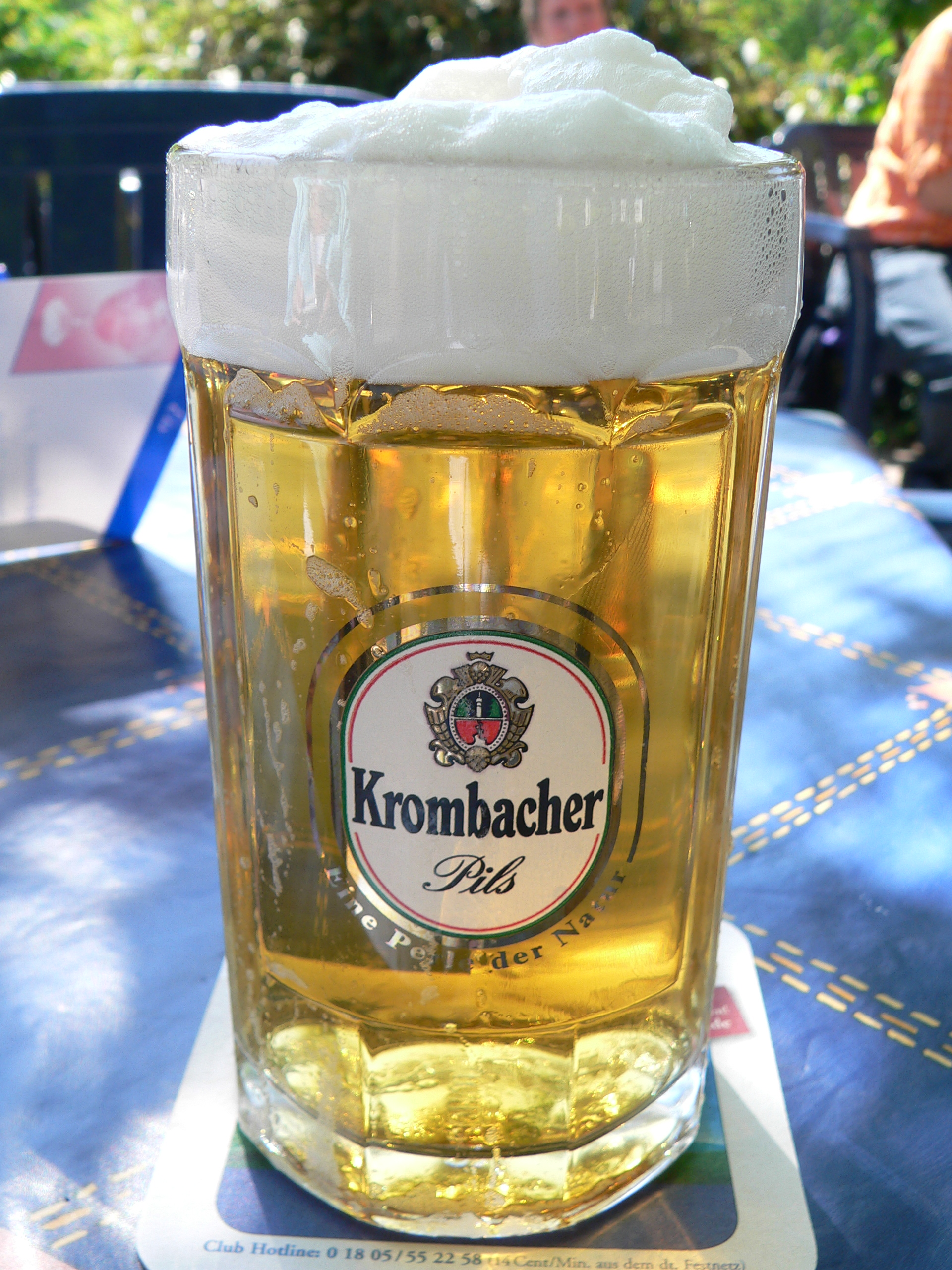
Кухоль німецького Krombacher Pils

На сьогодні пиво пльзенського типу є найпоширенішим видом лагерного пива. Необхідними умовами виробництва справжнього пива пльзенського типу є використання світлого солоду, м'якої пльзенської води та, найважливіше, жатецького хмелю. Найвідомішими є пільзнери з батьківщини виду, Чехії, а також німецькі, що здебільшого відрізняються підвищеною хмельовою гіркотою, та бельгійські і нідерландські, для яких нерідко характерний дещо солодкуватий присмак.
Водночас, деякі броварні, насамперед північноамериканські, використовують термін Pilsner або Pils у назві власних сортів пива аби підкреслити їхню преміальність, навіть якщо при їхньому виготовленні не використовуються притаманні цьому виду пива інгредієнти, а смак не є характерним для класичного пива пльзеньського типу.

## Склянка
Пиво пльзенського типу прийнято пити зі спеціальних склянок, які також вживають і для інших видів легкого пива. Вони вміщують від 200 до 400 мл (у Європі зазвичай 500 мл). Це високі, тонкі, розширені зверху склянки. Така форма уможливлює, з одного боку, бачити колір напою і його насичення газом, з іншого — тримати пивну «шапку».